# Enni (berg i Färöarna, Suðuroyar sýsla)
Enni är ett berg i Färöarna (Kungariket Danmark).   Det ligger i sýslan Suðuroyar sýsla, i den södra delen av landet, 50 km söder om huvudstaden Tórshavn. Toppen på Enni är 424 meter över havet. Enni ligger på ön Suðuroy.
Terrängen runt Enni är lite kuperad. Havet är nära Enni österut. Runt Enni är det ganska glesbefolkat, med 29 invånare per kvadratkilometer. Närmaste större samhälle är Vágur, 5,3 km söder om Enni. Trakten runt Enni består i huvudsak av gräsmarker.